# Acridocarpus ledermannii
Acridocarpus ledermannii là một loài thực vật có hoa trong họ Malpighiaceae. Loài này được Engl. mô tả khoa học đầu tiên năm 1909.